# Trencavel
I membri della casata Trencavel furono all'epoca tra i più potenti signori meridionali dopo il conte di Tolosa
e il re d'Aragona (anche e soprattutto il conte di Barcellona), i quali erano loro sovrani. All'apogeo del loro regno, detenevano le viscontee di Agde, Albi, Ambialet, Béziers, Carcassonne, Nîmes e di Razès. I Trencavel furono tra i protagonisti più eminenti della crociata albigese, la quale ha sigillato, più o meno a lungo termine, la fine dei possedimenti signorili di questa casata, in concomitanza con quella dei conti di Tolosa.

## La famiglia
Il ramo signorile dei Trencavel è all'origine della linea dei visconti d'Albi che sarebbe derivato dalla dinastia dei Lautrec. Raimondo Bernardo fu il primo a essere chiamato con il cognome Trencavel (una probabile etimologia può essere Trenca avelana che vuol dire schiaccianoci).
L'apogeo della famiglia si ebbe sotto il regno del figlio di Raimondo Bernardo, Bernardo Aton, il quale riunì i domini ereditati da suo padre e da sua madre. I Trencavel possedevano allora le viscontee di Albi, Agde, Carcassona, Nîmes, Razès e Béziers.
Raimondo Ruggero sarà uno dei protagonisti importanti della crociata albigese, scontrandosi a più riprese con il capo della crociata: Simone di Montfort. Quest'ultimo alla fine riuscirà a confiscare le terre del visconte a suo vantaggio, dopo la presa di Carcassona, agevolato dal fatto che né i raimondini (del conte di Tolosa, con cui i Trencavel erano imparentati) né il conte di Barcellona e/o il re d'Aragona vennero in suo aiuto, probabilmente in conseguenza delle alleanze mutevoli dei Trencavel (una volta alleati dei raimondini, un'altra con la casata di Aragona/Barcellona, secondo l'occorrenza).
Il figlio di Raimondo Ruggero, Raimondo, tenterà, una volta arrivato alla maturità, di riprendere i suoi possedimenti per ben due volte. Vi riuscì una prima volta, ma venne di nuovo spossessato nel 1226. La seconda volta, porrà l'assedio alla città di Carcassona nel 1240, allora siniscalcato di Francia. L'esercito del re pose fine all'assedio e Raimondo fu costretto all'esilio. In seguito dovette cedere i suoi diritti a Luigi IX di Francia prima di far parte della settima crociata.
L'ultimo Ruggero partì per l'ottava crociata nel 1269. Questa è l'ultima azione nota dei Trencavel.

## Blasone
La composizione del blasone è conosciuta dagli sbiechi (biais) dei diversi sigilli dei Trencavel.
Secondo gli studiosi di araldica, il blasone sarebbe sia fasciato di rosso ed ravanello allora fasciato di rosso ed ermellino dopo il 1247.

fasciato di rosso ed ravanello. (Prima del 1247).
fasciato di rosso ed ermellino. (Dopo il 1247).
fasciato d'oro ed ermellino. (Falso blasone).

## Genealogia semplificata
I tratti pieni corrispondono ai legami di parentela certi, i tratti punteggiati a delle ipotesi.
|           |           |                                                                      |                                                                      |                                                                      |                                                                      |                                                                      |                                                                      |                                                      |                                                      | Aton nobile tolosano 867                             |                                                      |                                                                                          |                                                                                 |                                                                                 |                                                                                 |                                                                                 |                                                                                 |                                               |                                               |                                               |                                               |                                               |                                               |                                       |                                       |                                       |                                       |                                                                    |                                                                    |                                                                    |                                                                    |                                                                    |                                                                    |  |  |                                      |                                      |                                      |                                      |                                      |                                      |  |  |  |  |  |  |  |  |  |  |  |  |  |  |
|           |           |                                                                      |                                                                      |                                                                      |                                                                      |                                                                      |                                                                      |                                                      |                                                      |                                                      |                                                      |                                                                                          |                                                                                 |                                                                                 |                                                                                 |                                                                                 |                                                                                 |                                               |                                               |                                               |                                               |                                               |                                               |                                       |                                       |                                       |                                       |                                                                    |                                                                    |                                                                    |                                                                    |                                                                    |                                                                    |  |  |                                      |                                      |                                      |                                      |                                      |                                      |  |  |  |  |  |  |  |  |  |  |  |  |  |  |
|           |           |                                                                      |                                                                      |                                                                      |                                                                      |                                                                      |                                                                      |                                                      |                                                      | Aton I vicario d'Alzonne 898                         |                                                      |                                                                                          |                                                                                 |                                                                                 |                                                                                 |                                                                                 |                                                                                 |                                               |                                               |                                               |                                               |                                               |                                               |                                       |                                       |                                       |                                       |                                                                    |                                                                    |                                                                    |                                                                    |                                                                    |                                                                    |  |  |                                      |                                      |                                      |                                      |                                      |                                      |  |  |  |  |  |  |  |  |  |  |  |  |  |  |
|           |           |                                                                      |                                                                      |                                                                      |                                                                      |                                                                      |                                                                      |                                                      |                                                      |                                                      |                                                      |                                                                                          |                                                                                 |                                                                                 |                                                                                 |                                                                                 |                                                                                 |                                               |                                               |                                               |                                               |                                               |                                               |                                       |                                       |                                       |                                       |                                                                    |                                                                    |                                                                    |                                                                    |                                                                    |                                                                    |  |  |                                      |                                      |                                      |                                      |                                      |                                      |  |  |  |  |  |  |  |  |  |  |  |  |  |  |
|           |           |                                                                      |                                                                      |                                                                      |                                                                      |                                                                      |                                                                      |                                                      |                                                      | Bernardo Aton I vicario d'Alzonne 918                |                                                      |                                                                                          |                                                                                 |                                                                                 |                                                                                 |                                                                                 |                                                                                 |                                               |                                               |                                               |                                               |                                               |                                               |                                       |                                       |                                       |                                       |                                                                    |                                                                    |                                                                    |                                                                    |                                                                    |                                                                    |  |  |                                      |                                      |                                      |                                      |                                      |                                      |  |  |  |  |  |  |  |  |  |  |  |  |  |  |
|           |           |                                                                      |                                                                      |                                                                      |                                                                      |                                                                      |                                                                      |                                                      |                                                      |                                                      |                                                      |                                                                                          |                                                                                 |                                                                                 |                                                                                 |                                                                                 |                                                                                 |                                               |                                               |                                               |                                               |                                               |                                               |                                       |                                       |                                       |                                       |                                                                    |                                                                    |                                                                    |                                                                    |                                                                    |                                                                    |  |  |                                      |                                      |                                      |                                      |                                      |                                      |  |  |  |  |  |  |  |  |  |  |  |  |  |  |
|           |           |                                                                      |                                                                      |                                                                      |                                                                      |                                                                      |                                                                      |                                                      |                                                      | Aton II visconte d'Albi 942                          | Aton II visconte d'Albi 942                          | Aton II visconte d'Albi 942                                                              | Aton II visconte d'Albi 942                                                     | Aton II visconte d'Albi 942                                                     | Aton II visconte d'Albi 942                                                     |                                                                                 |                                                                                 |                                               |                                               |                                               |                                               |                                               |                                               |                                       |                                       | Diafronissa                           | Diafronissa                           | Diafronissa                                                        | Diafronissa                                                        | Diafronissa                                                        | Diafronissa                                                        |                                                                    |                                                                    |  |  |                                      |                                      |                                      |                                      |                                      |                                      |  |  |  |  |  |  |  |  |  |  |  |  |  |  |
|           |           |                                                                      |                                                                      |                                                                      |                                                                      |                                                                      |                                                                      |                                                      |                                                      | Aton II visconte d'Albi 942                          | Aton II visconte d'Albi 942                          | Aton II visconte d'Albi 942                                                              | Aton II visconte d'Albi 942                                                     | Aton II visconte d'Albi 942                                                     | Aton II visconte d'Albi 942                                                     |                                                                                 |                                                                                 |                                               |                                               |                                               |                                               |                                               |                                               |                                       |                                       | Diafronissa                           | Diafronissa                           | Diafronissa                                                        | Diafronissa                                                        | Diafronissa                                                        | Diafronissa                                                        |                                                                    |                                                                    |  |  |                                      |                                      |                                      |                                      |                                      |                                      |  |  |  |  |  |  |  |  |  |  |  |  |  |  |
|           |           |                                                                      |                                                                      |                                                                      |                                                                      |                                                                      |                                                                      |                                                      |                                                      |                                                      |                                                      |                                                                                          |                                                                                 |                                                                                 |                                                                                 |                                                                                 |                                                                                 |                                               |                                               |                                               |                                               |                                               |                                               |                                       |                                       |                                       |                                       |                                                                    |                                                                    |                                                                    |                                                                    |                                                                    |                                                                    |  |  |                                      |                                      |                                      |                                      |                                      |                                      |  |  |  |  |  |  |  |  |  |  |  |  |  |  |
|           |           |                                                                      |                                                                      |                                                                      |                                                                      |                                                                      |                                                                      |                                                      |                                                      |                                                      |                                                      |                                                                                          |                                                                                 |                                                                                 |                                                                                 |                                                                                 |                                                                                 |                                               |                                               |                                               |                                               |                                               |                                               |                                       |                                       |                                       |                                       |                                                                    |                                                                    |                                                                    |                                                                    |                                                                    |                                                                    |  |  |                                      |                                      |                                      |                                      |                                      |                                      |  |  |  |  |  |  |  |  |  |  |  |  |  |  |
|           |           |                                                                      |                                                                      |                                                                      |                                                                      |                                                                      |                                                                      |                                                      |                                                      |                                                      |                                                      | Siguin visconte d'Albi 972                                                               | Siguin visconte d'Albi 972                                                      | Siguin visconte d'Albi 972                                                      | Siguin visconte d'Albi 972                                                      | Siguin visconte d'Albi 972                                                      | Siguin visconte d'Albi 972                                                      |                                               |                                               |                                               |                                               |                                               |                                               | Bernardo Aton II visconte d'Albi 972  | Bernardo Aton II visconte d'Albi 972  | Bernardo Aton II visconte d'Albi 972  | Bernardo Aton II visconte d'Albi 972  | Bernardo Aton II visconte d'Albi 972                               | Bernardo Aton II visconte d'Albi 972                               |                                                                    |                                                                    |                                                                    |                                                                    |  |  | Gaucia                               | Gaucia                               | Gaucia                               | Gaucia                               | Gaucia                               | Gaucia                               |  |  |  |  |  |  |  |  |  |  |  |  |  |  |
|           |           |                                                                      |                                                                      |                                                                      |                                                                      |                                                                      |                                                                      |                                                      |                                                      |                                                      |                                                      | Siguin visconte d'Albi 972                                                               | Siguin visconte d'Albi 972                                                      | Siguin visconte d'Albi 972                                                      | Siguin visconte d'Albi 972                                                      | Siguin visconte d'Albi 972                                                      | Siguin visconte d'Albi 972                                                      |                                               |                                               |                                               |                                               |                                               |                                               | Bernardo Aton II visconte d'Albi 972  | Bernardo Aton II visconte d'Albi 972  | Bernardo Aton II visconte d'Albi 972  | Bernardo Aton II visconte d'Albi 972  | Bernardo Aton II visconte d'Albi 972                               | Bernardo Aton II visconte d'Albi 972                               |                                                                    |                                                                    |                                                                    |                                                                    |  |  | Gaucia                               | Gaucia                               | Gaucia                               | Gaucia                               | Gaucia                               | Gaucia                               |  |  |  |  |  |  |  |  |  |  |  |  |  |  |
|           |           |                                                                      |                                                                      |                                                                      |                                                                      |                                                                      |                                                                      |                                                      |                                                      |                                                      |                                                      |                                                                                          |                                                                                 |                                                                                 |                                                                                 |                                                                                 |                                                                                 |                                               |                                               |                                               |                                               |                                               |                                               |                                       |                                       |                                       |                                       |                                                                    |                                                                    |                                                                    |                                                                    |                                                                    |                                                                    |  |  |                                      |                                      |                                      |                                      |                                      |                                      |  |  |  |  |  |  |  |  |  |  |  |  |  |  |
|           |           |                                                                      |                                                                      |                                                                      |                                                                      |                                                                      |                                                                      |                                                      |                                                      |                                                      |                                                      |                                                                                          |                                                                                 |                                                                                 |                                                                                 |                                                                                 |                                                                                 |                                               |                                               |                                               |                                               |                                               |                                               |                                       |                                       |                                       |                                       |                                                                    |                                                                    |                                                                    |                                                                    |                                                                    |                                                                    |  |  |                                      |                                      |                                      |                                      |                                      |                                      |  |  |  |  |  |  |  |  |  |  |  |  |  |  |
|           |           |                                                                      |                                                                      |                                                                      |                                                                      |                                                                      |                                                                      |                                                      |                                                      |                                                      |                                                      | Gerberga                                                                                 | Gerberga                                                                        | Gerberga                                                                        | Gerberga                                                                        | Gerberga                                                                        | Gerberga                                                                        |                                               |                                               |                                               |                                               |                                               |                                               | Aton III visconte d'Albi († 1032)     | Aton III visconte d'Albi († 1032)     | Aton III visconte d'Albi († 1032)     | Aton III visconte d'Albi († 1032)     | Aton III visconte d'Albi († 1032)                                  | Aton III visconte d'Albi († 1032)                                  |                                                                    |                                                                    |                                                                    |                                                                    |  |  | Frotaire I vescovo di Nîmes († 1014) | Frotaire I vescovo di Nîmes († 1014) | Frotaire I vescovo di Nîmes († 1014) | Frotaire I vescovo di Nîmes († 1014) | Frotaire I vescovo di Nîmes († 1014) | Frotaire I vescovo di Nîmes († 1014) |  |  |  |  |  |  |  |  |  |  |  |  |  |  |
|           |           |                                                                      |                                                                      |                                                                      |                                                                      |                                                                      |                                                                      |                                                      |                                                      |                                                      |                                                      | Gerberga                                                                                 | Gerberga                                                                        | Gerberga                                                                        | Gerberga                                                                        | Gerberga                                                                        | Gerberga                                                                        |                                               |                                               |                                               |                                               |                                               |                                               | Aton III visconte d'Albi († 1032)     | Aton III visconte d'Albi († 1032)     | Aton III visconte d'Albi († 1032)     | Aton III visconte d'Albi († 1032)     | Aton III visconte d'Albi († 1032)                                  | Aton III visconte d'Albi († 1032)                                  |                                                                    |                                                                    |                                                                    |                                                                    |  |  | Frotaire I vescovo di Nîmes († 1014) | Frotaire I vescovo di Nîmes († 1014) | Frotaire I vescovo di Nîmes († 1014) | Frotaire I vescovo di Nîmes († 1014) | Frotaire I vescovo di Nîmes († 1014) | Frotaire I vescovo di Nîmes († 1014) |  |  |  |  |  |  |  |  |  |  |  |  |  |  |
|           |           |                                                                      |                                                                      |                                                                      |                                                                      |                                                                      |                                                                      |                                                      |                                                      |                                                      |                                                      |                                                                                          |                                                                                 |                                                                                 |                                                                                 |                                                                                 |                                                                                 |                                               |                                               |                                               |                                               |                                               |                                               |                                       |                                       |                                       |                                       |                                                                    |                                                                    |                                                                    |                                                                    |                                                                    |                                                                    |  |  |                                      |                                      |                                      |                                      |                                      |                                      |  |  |  |  |  |  |  |  |  |  |  |  |  |  |
|           |           |                                                                      |                                                                      |                                                                      |                                                                      |                                                                      |                                                                      |                                                      |                                                      |                                                      |                                                      |                                                                                          |                                                                                 |                                                                                 |                                                                                 |                                                                                 |                                                                                 |                                               |                                               |                                               |                                               |                                               |                                               |                                       |                                       |                                       |                                       |                                                                    |                                                                    |                                                                    |                                                                    |                                                                    |                                                                    |  |  |                                      |                                      |                                      |                                      |                                      |                                      |  |  |  |  |  |  |  |  |  |  |  |  |  |  |
| Raingardo | Raingardo | Raingardo                                                            | Raingardo                                                            | Raingardo                                                            | Raingardo                                                            |                                                                      |                                                                      |                                                      |                                                      |                                                      |                                                      | Bernardo Aton III visconte d'Albi († p.1050)                                             | Bernardo Aton III visconte d'Albi († p.1050)                                    | Bernardo Aton III visconte d'Albi († p.1050)                                    | Bernardo Aton III visconte d'Albi († p.1050)                                    | Bernardo Aton III visconte d'Albi († p.1050)                                    | Bernardo Aton III visconte d'Albi († p.1050)                                    |                                               |                                               |                                               |                                               |                                               |                                               | Frotaire II vescovo di Nîmes († 1077) | Frotaire II vescovo di Nîmes († 1077) | Frotaire II vescovo di Nîmes († 1077) | Frotaire II vescovo di Nîmes († 1077) | Frotaire II vescovo di Nîmes († 1077)                              | Frotaire II vescovo di Nîmes († 1077)                              |                                                                    |                                                                    |                                                                    |                                                                    |  |  |                                      |                                      |                                      |                                      |                                      |                                      |  |  |  |  |  |  |  |  |  |  |  |  |  |  |
| Raingardo | Raingardo | Raingardo                                                            | Raingardo                                                            | Raingardo                                                            | Raingardo                                                            |                                                                      |                                                                      |                                                      |                                                      |                                                      |                                                      | Bernardo Aton III visconte d'Albi († p.1050)                                             | Bernardo Aton III visconte d'Albi († p.1050)                                    | Bernardo Aton III visconte d'Albi († p.1050)                                    | Bernardo Aton III visconte d'Albi († p.1050)                                    | Bernardo Aton III visconte d'Albi († p.1050)                                    | Bernardo Aton III visconte d'Albi († p.1050)                                    |                                               |                                               |                                               |                                               |                                               |                                               | Frotaire II vescovo di Nîmes († 1077) | Frotaire II vescovo di Nîmes († 1077) | Frotaire II vescovo di Nîmes († 1077) | Frotaire II vescovo di Nîmes († 1077) | Frotaire II vescovo di Nîmes († 1077)                              | Frotaire II vescovo di Nîmes († 1077)                              |                                                                    |                                                                    |                                                                    |                                                                    |  |  |                                      |                                      |                                      |                                      |                                      |                                      |  |  |  |  |  |  |  |  |  |  |  |  |  |  |
|           |           |                                                                      |                                                                      |                                                                      |                                                                      |                                                                      |                                                                      |                                                      |                                                      |                                                      |                                                      |                                                                                          |                                                                                 |                                                                                 |                                                                                 |                                                                                 |                                                                                 |                                               |                                               |                                               |                                               |                                               |                                               |                                       |                                       |                                       |                                       |                                                                    |                                                                    |                                                                    |                                                                    |                                                                    |                                                                    |  |  |                                      |                                      |                                      |                                      |                                      |                                      |  |  |  |  |  |  |  |  |  |  |  |  |  |  |
|           |           |                                                                      |                                                                      |                                                                      |                                                                      | Raimondo Bernardo Trencavel visconte d'Albi († 1074)                 | Raimondo Bernardo Trencavel visconte d'Albi († 1074)                 | Raimondo Bernardo Trencavel visconte d'Albi († 1074) | Raimondo Bernardo Trencavel visconte d'Albi († 1074) | Raimondo Bernardo Trencavel visconte d'Albi († 1074) | Raimondo Bernardo Trencavel visconte d'Albi († 1074) |                                                                                          |                                                                                 |                                                                                 |                                                                                 |                                                                                 |                                                                                 | Ermengarda viscontessa di Carcassona († 1099) | Ermengarda viscontessa di Carcassona († 1099) | Ermengarda viscontessa di Carcassona († 1099) | Ermengarda viscontessa di Carcassona († 1099) | Ermengarda viscontessa di Carcassona († 1099) | Ermengarda viscontessa di Carcassona († 1099) |                                       |                                       |                                       |                                       |                                                                    |                                                                    |                                                                    |                                                                    |                                                                    |                                                                    |  |  |                                      |                                      |                                      |                                      |                                      |                                      |  |  |  |  |  |  |  |  |  |  |  |  |  |  |
|           |           |                                                                      |                                                                      |                                                                      |                                                                      | Raimondo Bernardo Trencavel visconte d'Albi († 1074)                 | Raimondo Bernardo Trencavel visconte d'Albi († 1074)                 | Raimondo Bernardo Trencavel visconte d'Albi († 1074) | Raimondo Bernardo Trencavel visconte d'Albi († 1074) | Raimondo Bernardo Trencavel visconte d'Albi († 1074) | Raimondo Bernardo Trencavel visconte d'Albi († 1074) |                                                                                          |                                                                                 |                                                                                 |                                                                                 |                                                                                 |                                                                                 | Ermengarda viscontessa di Carcassona († 1099) | Ermengarda viscontessa di Carcassona († 1099) | Ermengarda viscontessa di Carcassona († 1099) | Ermengarda viscontessa di Carcassona († 1099) | Ermengarda viscontessa di Carcassona († 1099) | Ermengarda viscontessa di Carcassona († 1099) |                                       |                                       |                                       |                                       |                                                                    |                                                                    |                                                                    |                                                                    |                                                                    |                                                                    |  |  |                                      |                                      |                                      |                                      |                                      |                                      |  |  |  |  |  |  |  |  |  |  |  |  |  |  |
|           |           |                                                                      |                                                                      |                                                                      |                                                                      |                                                                      |                                                                      |                                                      |                                                      |                                                      |                                                      |                                                                                          |                                                                                 |                                                                                 |                                                                                 |                                                                                 |                                                                                 |                                               |                                               |                                               |                                               |                                               |                                               |                                       |                                       |                                       |                                       |                                                                    |                                                                    |                                                                    |                                                                    |                                                                    |                                                                    |  |  |                                      |                                      |                                      |                                      |                                      |                                      |  |  |  |  |  |  |  |  |  |  |  |  |  |  |
|           |           |                                                                      |                                                                      |                                                                      |                                                                      |                                                                      |                                                                      |                                                      |                                                      |                                                      |                                                      | Bernardo Aton IV Trencavel vte Carcassona... († 1129)                                    | Bernardo Aton IV Trencavel vte Carcassona... († 1129)                           | Bernardo Aton IV Trencavel vte Carcassona... († 1129)                           | Bernardo Aton IV Trencavel vte Carcassona... († 1129)                           | Bernardo Aton IV Trencavel vte Carcassona... († 1129)                           | Bernardo Aton IV Trencavel vte Carcassona... († 1129)                           |                                               |                                               |                                               |                                               |                                               |                                               | Cecilia di Provenza († 1150)          | Cecilia di Provenza († 1150)          | Cecilia di Provenza († 1150)          | Cecilia di Provenza († 1150)          | Cecilia di Provenza († 1150)                                       | Cecilia di Provenza († 1150)                                       |                                                                    |                                                                    |                                                                    |                                                                    |  |  |                                      |                                      |                                      |                                      |                                      |                                      |  |  |  |  |  |  |  |  |  |  |  |  |  |  |
|           |           |                                                                      |                                                                      |                                                                      |                                                                      |                                                                      |                                                                      |                                                      |                                                      |                                                      |                                                      | Bernardo Aton IV Trencavel vte Carcassona... († 1129)                                    | Bernardo Aton IV Trencavel vte Carcassona... († 1129)                           | Bernardo Aton IV Trencavel vte Carcassona... († 1129)                           | Bernardo Aton IV Trencavel vte Carcassona... († 1129)                           | Bernardo Aton IV Trencavel vte Carcassona... († 1129)                           | Bernardo Aton IV Trencavel vte Carcassona... († 1129)                           |                                               |                                               |                                               |                                               |                                               |                                               | Cecilia di Provenza († 1150)          | Cecilia di Provenza († 1150)          | Cecilia di Provenza († 1150)          | Cecilia di Provenza († 1150)          | Cecilia di Provenza († 1150)                                       | Cecilia di Provenza († 1150)                                       |                                                                    |                                                                    |                                                                    |                                                                    |  |  |                                      |                                      |                                      |                                      |                                      |                                      |  |  |  |  |  |  |  |  |  |  |  |  |  |  |
|           |           |                                                                      |                                                                      |                                                                      |                                                                      |                                                                      |                                                                      |                                                      |                                                      |                                                      |                                                      |                                                                                          |                                                                                 |                                                                                 |                                                                                 |                                                                                 |                                                                                 |                                               |                                               |                                               |                                               |                                               |                                               |                                       |                                       |                                       |                                       |                                                                    |                                                                    |                                                                    |                                                                    |                                                                    |                                                                    |  |  |                                      |                                      |                                      |                                      |                                      |                                      |  |  |  |  |  |  |  |  |  |  |  |  |  |  |
|           |           |                                                                      |                                                                      |                                                                      |                                                                      |                                                                      |                                                                      |                                                      |                                                      |                                                      |                                                      |                                                                                          |                                                                                 |                                                                                 |                                                                                 |                                                                                 |                                                                                 |                                               |                                               |                                               |                                               |                                               |                                               |                                       |                                       |                                       |                                       |                                                                    |                                                                    |                                                                    |                                                                    |                                                                    |                                                                    |  |  |                                      |                                      |                                      |                                      |                                      |                                      |  |  |  |  |  |  |  |  |  |  |  |  |  |  |
|           |           | Ruggero I († 1150) vcte d'Albi di Carcassona x Bernardo di Comminges | Ruggero I († 1150) vcte d'Albi di Carcassona x Bernardo di Comminges | Ruggero I († 1150) vcte d'Albi di Carcassona x Bernardo di Comminges | Ruggero I († 1150) vcte d'Albi di Carcassona x Bernardo di Comminges | Ruggero I († 1150) vcte d'Albi di Carcassona x Bernardo di Comminges | Ruggero I († 1150) vcte d'Albi di Carcassona x Bernardo di Comminges |                                                      |                                                      |                                                      |                                                      | Raimondo I († 1167) vcte de Béziers poi d'Albi di Carcassona x Saure                     | Raimondo I († 1167) vcte de Béziers poi d'Albi di Carcassona x Saure            | Raimondo I († 1167) vcte de Béziers poi d'Albi di Carcassona x Saure            | Raimondo I († 1167) vcte de Béziers poi d'Albi di Carcassona x Saure            | Raimondo I († 1167) vcte de Béziers poi d'Albi di Carcassona x Saure            | Raimondo I († 1167) vcte de Béziers poi d'Albi di Carcassona x Saure            |                                               |                                               |                                               |                                               |                                               |                                               |                                       |                                       |                                       |                                       | Bernardo Aton V vcte d'Agde († 1159) x Guglielmetta di Montpellier | Bernardo Aton V vcte d'Agde († 1159) x Guglielmetta di Montpellier | Bernardo Aton V vcte d'Agde († 1159) x Guglielmetta di Montpellier | Bernardo Aton V vcte d'Agde († 1159) x Guglielmetta di Montpellier | Bernardo Aton V vcte d'Agde († 1159) x Guglielmetta di Montpellier | Bernardo Aton V vcte d'Agde († 1159) x Guglielmetta di Montpellier |  |  |                                      |                                      |                                      |                                      |                                      |                                      |  |  |  |  |  |  |  |  |  |  |  |  |  |  |
|           |           | Ruggero I († 1150) vcte d'Albi di Carcassona x Bernardo di Comminges | Ruggero I († 1150) vcte d'Albi di Carcassona x Bernardo di Comminges | Ruggero I († 1150) vcte d'Albi di Carcassona x Bernardo di Comminges | Ruggero I († 1150) vcte d'Albi di Carcassona x Bernardo di Comminges | Ruggero I († 1150) vcte d'Albi di Carcassona x Bernardo di Comminges | Ruggero I († 1150) vcte d'Albi di Carcassona x Bernardo di Comminges |                                                      |                                                      |                                                      |                                                      | Raimondo I († 1167) vcte de Béziers poi d'Albi di Carcassona x Saure                     | Raimondo I († 1167) vcte de Béziers poi d'Albi di Carcassona x Saure            | Raimondo I († 1167) vcte de Béziers poi d'Albi di Carcassona x Saure            | Raimondo I († 1167) vcte de Béziers poi d'Albi di Carcassona x Saure            | Raimondo I († 1167) vcte de Béziers poi d'Albi di Carcassona x Saure            | Raimondo I († 1167) vcte de Béziers poi d'Albi di Carcassona x Saure            |                                               |                                               |                                               |                                               |                                               |                                               |                                       |                                       |                                       |                                       | Bernardo Aton V vcte d'Agde († 1159) x Guglielmetta di Montpellier | Bernardo Aton V vcte d'Agde († 1159) x Guglielmetta di Montpellier | Bernardo Aton V vcte d'Agde († 1159) x Guglielmetta di Montpellier | Bernardo Aton V vcte d'Agde († 1159) x Guglielmetta di Montpellier | Bernardo Aton V vcte d'Agde († 1159) x Guglielmetta di Montpellier | Bernardo Aton V vcte d'Agde († 1159) x Guglielmetta di Montpellier |  |  |                                      |                                      |                                      |                                      |                                      |                                      |  |  |  |  |  |  |  |  |  |  |  |  |  |  |
|           |           |                                                                      |                                                                      |                                                                      |                                                                      |                                                                      |                                                                      |                                                      |                                                      |                                                      |                                                      |                                                                                          |                                                                                 |                                                                                 |                                                                                 |                                                                                 |                                                                                 |                                               |                                               |                                               |                                               |                                               |                                               |                                       |                                       |                                       |                                       |                                                                    |                                                                    |                                                                    |                                                                    |                                                                    |                                                                    |  |  |                                      |                                      |                                      |                                      |                                      |                                      |  |  |  |  |  |  |  |  |  |  |  |  |  |  |
|           |           |                                                                      |                                                                      | Cécile x Ruggero Bernardo I conte di Foix                            | Cécile x Ruggero Bernardo I conte di Foix                            | Cécile x Ruggero Bernardo I conte di Foix                            | Cécile x Ruggero Bernardo I conte di Foix                            | Cécile x Ruggero Bernardo I conte di Foix            | Cécile x Ruggero Bernardo I conte di Foix            |                                                      |                                                      | Ruggero II († 1194) vcte d'Albi, Béziers de Carcassona ... x Adelaide di Tolosa          | Ruggero II († 1194) vcte d'Albi, Béziers de Carcassona ... x Adelaide di Tolosa | Ruggero II († 1194) vcte d'Albi, Béziers de Carcassona ... x Adelaide di Tolosa | Ruggero II († 1194) vcte d'Albi, Béziers de Carcassona ... x Adelaide di Tolosa | Ruggero II († 1194) vcte d'Albi, Béziers de Carcassona ... x Adelaide di Tolosa | Ruggero II († 1194) vcte d'Albi, Béziers de Carcassona ... x Adelaide di Tolosa |                                               |                                               | Beatrice x Raimondo VI cte Tolosa             | Beatrice x Raimondo VI cte Tolosa             | Beatrice x Raimondo VI cte Tolosa             | Beatrice x Raimondo VI cte Tolosa             | Beatrice x Raimondo VI cte Tolosa     | Beatrice x Raimondo VI cte Tolosa     |                                       |                                       | Bernardo Aton VI vcte d'Agde († ap. 1214)                          | Bernardo Aton VI vcte d'Agde († ap. 1214)                          | Bernardo Aton VI vcte d'Agde († ap. 1214)                          | Bernardo Aton VI vcte d'Agde († ap. 1214)                          | Bernardo Aton VI vcte d'Agde († ap. 1214)                          | Bernardo Aton VI vcte d'Agde († ap. 1214)                          |  |  |                                      |                                      |                                      |                                      |                                      |                                      |  |  |  |  |  |  |  |  |  |  |  |  |  |  |
|           |           |                                                                      |                                                                      | Cécile x Ruggero Bernardo I conte di Foix                            | Cécile x Ruggero Bernardo I conte di Foix                            | Cécile x Ruggero Bernardo I conte di Foix                            | Cécile x Ruggero Bernardo I conte di Foix                            | Cécile x Ruggero Bernardo I conte di Foix            | Cécile x Ruggero Bernardo I conte di Foix            |                                                      |                                                      | Ruggero II († 1194) vcte d'Albi, Béziers de Carcassona ... x Adelaide di Tolosa          | Ruggero II († 1194) vcte d'Albi, Béziers de Carcassona ... x Adelaide di Tolosa | Ruggero II († 1194) vcte d'Albi, Béziers de Carcassona ... x Adelaide di Tolosa | Ruggero II († 1194) vcte d'Albi, Béziers de Carcassona ... x Adelaide di Tolosa | Ruggero II († 1194) vcte d'Albi, Béziers de Carcassona ... x Adelaide di Tolosa | Ruggero II († 1194) vcte d'Albi, Béziers de Carcassona ... x Adelaide di Tolosa |                                               |                                               | Beatrice x Raimondo VI cte Tolosa             | Beatrice x Raimondo VI cte Tolosa             | Beatrice x Raimondo VI cte Tolosa             | Beatrice x Raimondo VI cte Tolosa             | Beatrice x Raimondo VI cte Tolosa     | Beatrice x Raimondo VI cte Tolosa     |                                       |                                       | Bernardo Aton VI vcte d'Agde († ap. 1214)                          | Bernardo Aton VI vcte d'Agde († ap. 1214)                          | Bernardo Aton VI vcte d'Agde († ap. 1214)                          | Bernardo Aton VI vcte d'Agde († ap. 1214)                          | Bernardo Aton VI vcte d'Agde († ap. 1214)                          | Bernardo Aton VI vcte d'Agde († ap. 1214)                          |  |  |                                      |                                      |                                      |                                      |                                      |                                      |  |  |  |  |  |  |  |  |  |  |  |  |  |  |
|           |           |                                                                      |                                                                      |                                                                      |                                                                      |                                                                      |                                                                      |                                                      |                                                      |                                                      |                                                      | Raimondo Ruggero († 1209) vcte d'Albi, Béziers di Carcassona ... x Agnese di Montpellier |                                                                                 |                                                                                 |                                                                                 |                                                                                 |                                                                                 |                                               |                                               |                                               |                                               |                                               |                                               |                                       |                                       |                                       |                                       |                                                                    |                                                                    |                                                                    |                                                                    |                                                                    |                                                                    |  |  |                                      |                                      |                                      |                                      |                                      |                                      |  |  |  |  |  |  |  |  |  |  |  |  |  |  |
|           |           |                                                                      |                                                                      |                                                                      |                                                                      |                                                                      |                                                                      |                                                      |                                                      |                                                      |                                                      |                                                                                          |                                                                                 |                                                                                 |                                                                                 |                                                                                 |                                                                                 |                                               |                                               |                                               |                                               |                                               |                                               |                                       |                                       |                                       |                                       |                                                                    |                                                                    |                                                                    |                                                                    |                                                                    |                                                                    |  |  |                                      |                                      |                                      |                                      |                                      |                                      |  |  |  |  |  |  |  |  |  |  |  |  |  |  |
|           |           |                                                                      |                                                                      |                                                                      |                                                                      |                                                                      |                                                                      |                                                      |                                                      |                                                      |                                                      | Raimondo II († 1263)                                                                     |                                                                                 |                                                                                 |                                                                                 |                                                                                 |                                                                                 |                                               |                                               |                                               |                                               |                                               |                                               |                                       |                                       |                                       |                                       |                                                                    |                                                                    |                                                                    |                                                                    |                                                                    |                                                                    |  |  |                                      |                                      |                                      |                                      |                                      |                                      |  |  |  |  |  |  |  |  |  |  |  |  |  |  |
|           |           |                                                                      |                                                                      |                                                                      |                                                                      |                                                                      |                                                                      |                                                      |                                                      |                                                      |                                                      |                                                                                          |                                                                                 |                                                                                 |                                                                                 |                                                                                 |                                                                                 |                                               |                                               |                                               |                                               |                                               |                                               |                                       |                                       |                                       |                                       |                                                                    |                                                                    |                                                                    |                                                                    |                                                                    |                                                                    |  |  |                                      |                                      |                                      |                                      |                                      |                                      |  |  |  |  |  |  |  |  |  |  |  |  |  |  |
|           |           |                                                                      |                                                                      |                                                                      |                                                                      |                                                                      |                                                                      |                                                      |                                                      |                                                      |                                                      | Ruggero III                                                                              |                                                                                 |                                                                                 |                                                                                 |                                                                                 |                                                                                 |                                               |                                               |                                               |                                               |                                               |                                               |                                       |                                       |                                       |                                       |                                                                    |                                                                    |                                                                    |                                                                    |                                                                    |                                                                    |  |  |                                      |                                      |                                      |                                      |                                      |                                      |  |  |  |  |  |  |  |  |  |  |  |  |  |  |